# Дискретне перетворення Фур'є
Дискретне перетворення Фур'є (ДПФ, англ. Discrete Fourier Transform) — це математична процедура, що використовується для визначення гармонічного, або частотного, складу дискретних сигналів. ДПФ є однією з найбільш розповсюджених і потужних процедур цифрової обробки сигналів. ДПФ дозволяє аналізувати, перетворювати і синтезувати сигнали такими способами, які неможливі при неперервній (аналоговій) обробці.

## Формули перетворень
Витоком ДПФ є неперервне перетворення Фур'є {\displaystyle X(f)} , яке визначається:
{\displaystyle X(f)=\int _{-\infty }^{+\infty }x(t)e^{-j2\pi ft}\,dt}
Експоненціальна форма:
{\displaystyle X(m)=\sum _{n=0}^{N-1}x(n)e^{-j2\pi nm/N}}
Тригонометрична форма:
{\displaystyle X(m)=\sum _{n=0}^{N-1}x(n)(\cos(2\pi nm/N)-j\sin(2\pi nm/N))}
Позначення:
- {\displaystyle X(m)} — {\displaystyle m}-ий компонент ДПФ, тобто {\displaystyle X(0),X(1),X(2),...},
- {\displaystyle m} — індекс ДПФ в частотній області, {\displaystyle m=0,1,2,3,...,N-1},
- {\displaystyle x(n)} — послідовність вхідних відліків, {\displaystyle x(0),x(1),x(2),...},
- {\displaystyle n} — часовий індекс вхідних відліків, {\displaystyle n=0,1,2,3,...,N-1},
- {\displaystyle N} — кількість відліків вхідної послідовності і кількість частотних відліків результату ДПФ.

Якщо представити довільний відлік ДПФ {\displaystyle X(m)} як суму дійсних і уявних частин:
{\displaystyle X(m)=X_{re}(m)+jX_{im}(m)=X_{mag}} з кутом {\displaystyle X_{\phi }(m)},
то амплітуда {\displaystyle X(m)} обчислюється:
{\displaystyle X_{mag}(m)=|X(m)|={\sqrt {X_{re}(m)^{2}+X_{im}(m)^{2}}}}
Фазовий кут {\displaystyle X(m)}, {\displaystyle X_{\phi }(m)}, обчислюється так:
{\displaystyle X_{\phi }(m)=\tan ^{-1}(X_{im}(m)/X_{mag}(m))}
Потужність відліків {\displaystyle X(m)}, яка називається спектром потужності, являє собою амплітуду, піднесену до квадрату:
{\displaystyle X_{PS}(m)=X_{mag}(m)^{2}=X_{re}(m)^{2}+X_{im}(m)^{2}}

## Властивості
1. Симетрія 
 {\displaystyle X(N-m)=\sum _{n=0}^{N-1}x(n)e^{-j2\pi nm/N}}
2. Лінійність 
 Якщо вхідна послідовність {\displaystyle x_{1}(n)} має ДПФ {\displaystyle X_{1}(m)}, а інша вхідна послідовність {\displaystyle x_{2}(n)} має ДПФ {\displaystyle X_{2}(m)}, то ДПФ суми цих послідовностей {\displaystyle x_{sum}(n)=x_{1}(n)+x_{2}(n)} рівна: {\displaystyle X_{sum}(m)=X_{1}(m)+X_{2}(m)}
3. Зсув в часі 
 {\displaystyle X_{shifted}(m)=e^{j2\pi km/N}X(m)}

## Приклад обчислення
У цьому прикладі ДПФ застосовується до послідовності довжиною {\displaystyle N=4}, а саме, до вхідного вектора
{\displaystyle \mathbf {x} ={\begin{pmatrix}x_{0}\\x_{1}\\x_{2}\\x_{3}\end{pmatrix}}={\begin{pmatrix}1\\2-i\\-i\\-1+2i\end{pmatrix}}.}
Обчислимо ДПФ {\displaystyle \mathbf {x} } за допомогою експоненциальної форми:
{\displaystyle X_{0}=e^{-i2\pi 0\cdot 0/4}\cdot 1+e^{-i2\pi 0\cdot 1/4}\cdot (2-i)+e^{-i2\pi 0\cdot 2/4}\cdot (-i)+e^{-i2\pi 0\cdot 3/4}\cdot (-1+2i)=2}
{\displaystyle X_{1}=e^{-i2\pi 1\cdot 0/4}\cdot 1+e^{-i2\pi 1\cdot 1/4}\cdot (2-i)+e^{-i2\pi 1\cdot 2/4}\cdot (-i)+e^{-i2\pi 1\cdot 3/4}\cdot (-1+2i)=-2-2i}
{\displaystyle X_{2}=e^{-i2\pi 2\cdot 0/4}\cdot 1+e^{-i2\pi 2\cdot 1/4}\cdot (2-i)+e^{-i2\pi 2\cdot 2/4}\cdot (-i)+e^{-i2\pi 2\cdot 3/4}\cdot (-1+2i)=-2i}
{\displaystyle X_{3}=e^{-i2\pi 3\cdot 0/4}\cdot 1+e^{-i2\pi 3\cdot 1/4}\cdot (2-i)+e^{-i2\pi 3\cdot 2/4}\cdot (-i)+e^{-i2\pi 3\cdot 3/4}\cdot (-1+2i)=4+4i}
що дає
{\displaystyle \mathbf {X} ={\begin{pmatrix}X_{0}\\X_{1}\\X_{2}\\X_{3}\end{pmatrix}}={\begin{pmatrix}2\\-2-2i\\-2i\\4+4i\end{pmatrix}}.}

## Приклад програми
Нижче подано приклад функції обчислення ДПФ на мові програмування C#
```
// Структура комлексних чисел

public
 
struct
 
Complex

{

    
public
 
double
 
Re
;

    
public
 
double
 
Im
;

    
public
 
Complex
(
double
 
Re
,
 
double
 
Im
)

    
{

        
this
.
Re
 
=
 
Re
;

        
this
.
Im
 
=
 
Im
;

    
}

}

public
 
double
 
Sqr
(
double
 
x
)

{
 

    
return
 
x
*
x
;

}

// x - послідовність вхідних відліків

// X - послідовність вихідних відліків

// AS - спектр амплітуд

// FS - спектр фаз

// PS - спектр потужностей

// N - кількість відліків

public
 
void
 
DFT
(
double
[]
 
x
,
 
ref
 
Complex
[]
 
X
,
 
ref
 
double
[]
 
AS
,
 
ref
 
double
[]
 
FS
,
 
ref
 
double
[]
 
PS
,
 
int
 
N
)

{

    
Complex
 
S
 
=
 
new
 
Complex
();

    
Complex
[]
 
XC
 
=
 
new
 
Complex
[
N
];

    
int
 
k
,
 
n
;

    
for
 
(
k
 
=
 
0
;
 
k
 
<
 
N
;
 
k
++
)

    
{

         
S
.
Re
 
=
 
0.0
;

         
S
.
Im
 
=
 
0.0
;

         
for
 
(
n
 
=
 
0
;
 
n
 
<
 
N
;
 
n
++
)

         
{

              
S
.
Re
 
+=
 
x
[
n
]
 
*
 
Math
.
Cos
(
2
 
*
 
Math
.
PI
 
*
 
k
 
*
 
n
 
/
 
N
);

              
S
.
Im
 
-=
 
x
[
n
]
 
*
 
Math
.
Sin
(
2
 
*
 
Math
.
PI
 
*
 
k
 
*
 
n
 
/
 
N
);

         
}

         
X
[
k
].
Re
 
=
 
S
.
Re
;

         
X
[
k
].
Im
 
=
 
S
.
Im
;

     
}

     
for
 
(
k
 
=
 
0
;
 
k
 
<
 
N
;
 
k
++
)

     
{

          
AS
[
k
]
 
=
 
Math
.
Sqrt
(
Sqr
(
X
[
k
].
Re
)
 
+
 
Sqr
(
X
[
k
].
Im
))
 
/
 
(
N
 
/
 
2
);

          
PS
[
k
]
 
=
 
X
[
k
].
Re
 
*
 
X
[
k
].
Re
 
+
 
X
[
k
].
Im
 
*
 
X
[
k
].
Im
;

          
if
 
(
Math
.
Abs
(
X
[
k
].
Re
)
 
<
 
1e-5
)

          
{

               
if
 
(
X
[
k
].
Im
 
>
 
1e-5
)

                   
FS
[
k
]
 
=
 
90
;

               
if
 
(
Math
.
Abs
(
X
[
k
].
Im
)
 
<
 
1e-5
)

                   
FS
[
k
]
 
=
 
0
;

               
if
 
((
X
[
k
].
Im
 
<
 
0
)
 
&&
 
(
Math
.
Abs
(
X
[
k
].
Im
)
 
>
 
1e-5
))

                   
FS
[
k
]
 
=
 
-
90
;

           
}

           
else

               
FS
[
k
]
 
=
 
Math
.
Atan2
(
X
[
k
].
Im
,
 
X
[
k
].
Re
)
 
*
 
180.0
 
/
 
Math
.
PI
;

      
}

}

```